# ヘロイン (ヴェルヴェット・アンダーグラウンドの曲)
「ヘロイン」（Heroin）は、ヴェルヴェット・アンダーグラウンドが1967年に発表した楽曲。

## 概要
ルー・リードは1964年6月にシラキュース大学を卒業すると、故郷のニューヨークに戻り、ピックウィック・レコード（Pickwick Records）というレコード会社に勤めた。リードは後年、ラジオのインタビューで次のように答えている。
ただし「ヘロイン」の歌詞は海とまったく無関係ではない。「千年前に生まれたらよかったのに／ばかでかい帆船に乗って／真っ暗な海に向かって旅立ちたかった／こんな土地からさっさとおさらばするんだ／船乗りの制服と帽子を身に着けて」という一節がある。
ヴェルヴェット・アンダーグラウンドは1966年4月にニューヨークのセプター・スタジオでファースト・アルバムのために本作品を録音するが、同年5月にロサンゼルスのTTGスタジオで再録音された。ベースは入っていない。「D♭」と「G♭」のコードで主に構成されている。
1967年3月12日に発売されたアルバム『ヴェルヴェット・アンダーグラウンド・アンド・ニコ』に収録された。アナログ盤では、本曲からB面。
2012年10月に発売された同アルバムの45周年スーパーデラックス・エディション盤に様々なテイクが収録された（ライブ・バージョンは後述）。
「ローリング・ストーンの選ぶオールタイム・グレイテスト・ソング500」の2004年版で448位にランクされている。

## 演奏者
- ルー・リード - ボーカル、リード・ギター
- ジョン・ケイル - エレクトリック・ヴィオラ
- スターリング・モリソン - リズム・ギター
- モーリン・タッカー - パーカッション

## 他のバージョン
「ヘロイン」の最も古い録音バージョンは、1965年7月にモーリン・タッカー以外のバンドメンバーがニューヨークのラドローストリートで録音されたテイクである。同じように『ヴェルヴェット・アンダーグラウンド・アンド・ニコ』に収録された「僕は待ち人」や「毛皮のヴィーナス」などの、デモ音源と、収録音源とのサウンドが大きく異なる曲とは違い、収録音源に即した演奏構成となっている。このテイクでリードはアコースティック・ギターでこの曲を演奏しており、このバージョンは1995年のコンピレーション・アルバム『Peel Slowly and See 1965-1969』で聴くことができる。

## ライブ・バージョン
| アルバム名                                                                                | アーティスト名                     | 録音時期と場所                      | 発売日         |
| ----------------------------------------------------------------------------------------- | ---------------------------------- | ----------------------------------- | -------------- |
| ヴェルヴェット・アンダーグラウンド・アンド・ニコ 45周年スーパーデラックス・エディション盤 | ヴェルヴェット・アンダーグラウンド | 1966年11月4日、オハイオ州コロンバス | 2012年10月     |
| 1969: The Velvet Underground Live                                                         | ヴェルヴェット・アンダーグラウンド | 1969年11月、サンフランシスコ        | 1974年9月      |
| Le Bataclan '72                                                                           | ルー・リード、ジョン・ケイル、ニコ | 1972年1月29日、パリ                 | 2004年10月19日 |
| American Poet                                                                             | ルー・リード                       | 1972年12月26日、ニューヨーク        | 2001年6月26日  |
| Rock 'n' Roll Animal                                                                      | ルー・リード                       | 1973年12月21日、ニューヨーク        | 1974年2月      |
| Live in Italy                                                                             | ルー・リード                       | 1983年9月、ヴェローナ、ローマ       | 1984年1月      |
| Live MCMXCIII                                                                             | ヴェルヴェット・アンダーグラウンド | 1993年6月15日 - 17日、パリ          | 1993年10月26日 |

## その他
- デニス・ジョンソンが1992年に発表した短編集『Jesus' Son』のタイトルは本作品の歌詞（"And I feel just like Jesus' son"）からとられた[8]。同短編集の日本語版『ジーザス・サン』は2009年に柴田元幸の翻訳により出版された。また、『Jesus' Son』は1999年にビリー・クラダップ主演で映画化された。